# Backstage
Backstage – drugi wspólny album polskiego rapera Dioxa i duetu producenckiego The Returners. Został wydany 14 maja 2012 roku nakładem wytwórni Prosto. Płyta zawiera 15 utworów, wśród których wystąpili Pelson, Hades, O.S.T.R. i Rak. Miksowanie i mastering nagrań wykonał znany z występów w zespole HiFi Banda – Czarny HIFI. W celu promocji albumu zrealizowane zostały teledyski do utworów „Telefon” i „Przestępcy”.
W maju 2012 dotarł do 3. miejsca OLiS.

## Lista utworów
Źródło.
1. „Intro” – 0:56
2. „Kryzys” – 2:55[A]
3. „Ponad tym” – 3:10
4. „Kroki” (gościnnie: Pelson) – 4:41[B]
5. „Telefon” – 2:54
6. „Samotność” – 3:07[C]
7. „Skala” – 3:40
8. „Przestępcy” – 3:39
9. „Wielki świat” – 2:49
10. „Mnie nie interere” (gościnnie: Hades, O.S.T.R., Rak) – 4:37
11. „Przerywnik muzyczny” – 1:13[D]
12. „Jedziemy” – 6:08
13. „Panie recenzencie” – 2:51
14. „Wieczne światło” – 2:43
15. „Outro” – 10:22

Notatki
- A^ W utworze wykorzystano sample z piosenki „Kryzysowa narzeczona” w wykonaniu zespołu Lady Pank[8].
- B^ W utworze wykorzystano sample z piosenki „Riot” w wykonaniu zespołu The Blackbyrds[8].
- C^ W utworze wykorzystano sample z piosenki „Mariya” w wykonaniu zespołu Family Circle[8].
- D^ W utworze wykorzystano sample z piosenki „Aleje Jerozolimskie '88” w wykonaniu zespołu Róże Europy[8].